# Architecture physique
Pour les articles homonymes, voir Architecture (homonymie).
Dans le domaine informatique, l'architecture physique (également nommée architecture technique) décrit l'ensemble des composants matériels supportant l'application.
Ces composants peuvent être :
- des calculateurs (ou serveurs matériels)
- des postes de travail
- des équipements de stockage (baie de stockage, SAN, filers…)
- des équipements de sauvegarde
- des équipements réseaux (routeurs, firewalls, commutateurs réseau, load-balancers, accélérateurs SSL).

L'architecture technique décrit des composants logiciels déployés sur les composants matériels.
Ces composants logiciels sont :
- des systèmes d'exploitation
- des middlewares
- des SGBD
- des composants liés à l'exploitation (ordonnanceur, supervision système et réseau, logiciel de sauvegarde…)
- des serveurs web
- des serveurs d'applications
- autres serveurs (DNS, SMTP, NTP…)
- les composants logiciels spécifiques à l'application (application web java, composant EJB, schéma de base de données)

L'architecte technique décrit comment les composants logiciels sont déployés sur les composants matériels.
L'architecture technique décrit les interfaces et flux entre les divers composants.
Cette architecture peut être décrite sous forme de modèles statiques, indiquant les divers composants et les relations entre ceux-ci. Elle peut être décrite également sous forme de modèles dynamiques, indiquant comment les composants interagissent pour remplir les fonctionnalités attendues.
Une architecture technique répond à des exigences d'architecture technique.
La personne responsable de la conception de cette architecture est l'architecte matériel.